# Maggie Kigozi
Margaret Blick Kigozi, thường được gọi là Maggie Kigozi, là một bác sĩ y khoa, tư vấn kinh doanh, giáo dục, và nữ vận động viên thể thao người Uganda. Cô là một nhà tư vấn tại Tổ chức Phát triển Công nghiệp Liên Hợp Quốc (UNIDO). Trước đây bà từng là Giám đốc điều hành của Cơ quan đầu tư Uganda (UIA), từ năm 1999 đến năm 2011 

## Bối cảnh
Bà được sinh ra Margaret Blick trong Cổng thông tin Fort cho George William Blick, một kỹ sư dân sự của Bộ Công trình và Giao thông vận tải ở Nhật Bản và Molly Johnson Blick, một nhà thiết kế thời trang. Cả cha mẹ bà đều có bố là người Anh và mẹ Baganda. Cha và anh chị của bà là những tay đua xe máy vô địch ở Uganda và Đông Phi trong những năm 1960 và 1970. Bản thân Margaret là một tay đua xe máy cuồng nhiệt. Bà học tại trường tiểu học Aga Khan ở Kampala, trường trung học Gayaza ở quận Wakiso vì trình độ học vấn thông thường và trường trung học cơ sở Kololo, ở Kampala, vì trình độ học vấn nâng cao. Năm 1970, ngay trước khi bước sang tuổi 20, bà vào học tại Đại học Y Makerere, tốt nghiệp năm 1974 với bằng Cử nhân Y khoa và Cử nhân Phẫu thuật.

## Nghề nghiệp
Sau một năm thực tập ở Uganda, bà di cư đến Zambia ở Nam Phi, nơi cô hành nghề bác sĩ, từ năm 1977 đến năm 1979. Bà trở về Uganda năm 1979 sau khi loại bỏ Idi Amin khỏi quyền lực, nhưng phải chạy trốn sang nước láng giềng Kenya, sau khi Milton Obote nắm quyền lực năm 1980. Bà tiếp tục hành nghề y khoa ở Kenya cho đến năm 1986, khi cô một lần nữa quay trở lại Uganda, sau một sự thay đổi khác của chính phủ ở Kampala. Bà làm việc với tư cách là bác sĩ cho các thành viên của Quốc hội Uganda và gia đình của họ, từ năm 1986 đến năm 1994. Bà đã được báo cáo đã có một niềm đam mê cho khoa nhi trong sự nghiệp y tế của mình.
Năm 1994, sau cái chết bất ngờ của chồng, bà gia nhập Crown Bottlers Uganda Limited (Pepsi), với vai trò Giám đốc Marketing. Trong nhiệm kỳ của mình tại Crown Bottlers, bà được bổ nhiệm làm thành viên hội đồng quản trị của Hiệp hội các nhà sản xuất ở Uganda. Bà làm việc tại công ty đóng chai cho đến khi được bổ nhiệm làm Giám đốc điều hành tại Cơ quan đầu tư Uganda (UIA) năm 1999. Bà là người đầu tiên và là người phụ nữ đầu tiên phục vụ ở vị trí đó tại UIA.